# Expressen

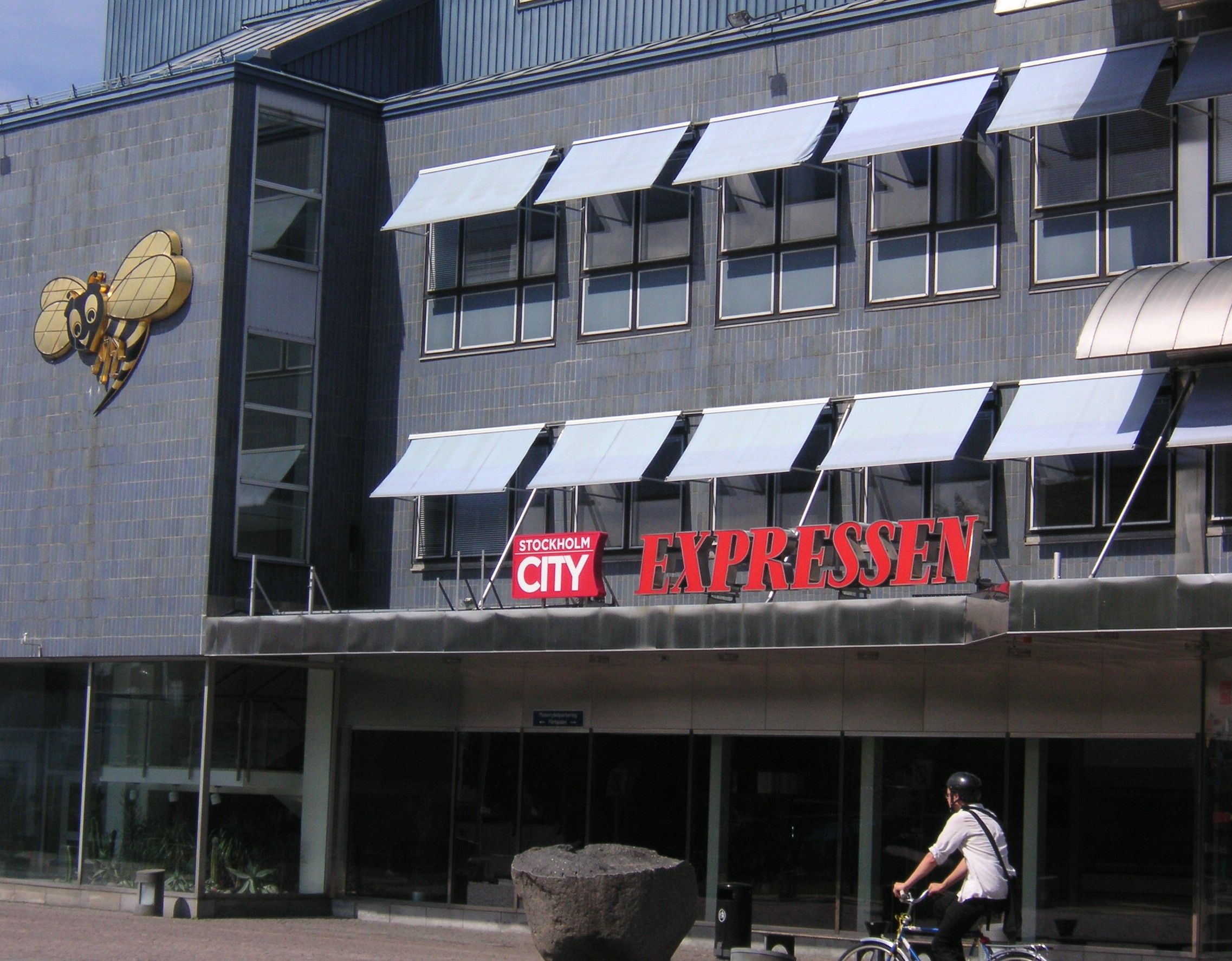
Le siège du journal à Stockholm.

Expressen est un journal tabloïd quotidien suédois de centre droit fondé en 1944. Sa ligne éditoriale se décrit comme « libérale indépendante ».

## Historique
La première édition de ce journal est sortie le 16 novembre 1944. L'article principal du journal de ce jour est une interview des membres de l'équipage du bombardier britannique ayant coulé le bâtiment de guerre allemand Tirpitz.
Le journal est attaqué par de nombreuses critiques et sa réputation entachée fin 2005 pour un article annonçant à tort que l'acteur suédois Mikael Persbrandt est gravement atteint d'alcoolisme. Il atteste que Persbrandt a été admis de force pour une cure de désintoxication. La preuve sur laquelle s'appuie l'auteur de l'article se révélera fausse. Après cet incident, le rédacteur en chef du journal, Otto Sjöberg, présente ses excuses publiques en direction de M. Persbrandt et admet que l'article était le produit de « mauvaises pratiques journalistique »[réf. nécessaire].
Le 23 février 2011, lors de la révolte libyenne de 2011, dans une interview accordée au quotidien Expressen, l'ex-ministre libyen de la Justice Mustafa Abdel-Jalil, démissionnaire de son poste le 21 février, affirme : « Kadhafi a donné personnellement ses instructions au Libyen Adbelbaset Ali al-Megrahi ».